# Chaïm El Djebali
Chaïm El Djebali (tiếng Ả Rập: شيم الجبالي; sinh ngày 7 tháng 2 năm 2004) là một cầu thủ bóng đá chuyên nghiệp chơi ở vị trí tiền vệ cho Lyon B. Sinh ra ở Pháp, anh chơi cho đội tuyển quốc gia Tunisia.

## Đời tư
Chaïm El Djebali sinh ra ở Décines-Charpieu, ngoại ô thành phố Lyon, Pháp. Cha là người Tunisia và mẹ là người Algeria. Anh mang quốc tịch Pháp, Algeria và Tunisia.

## Sự nghiệp
El Djebali được lên đội dự bị vào năm 2021 và ký hợp đồng chuyên nghiệp đầu tiên với câu lạc bộ vào ngày 30 tháng 6 năm 2022, ràng buộc anh với câu lạc bộ cho đến năm 2025.
Anh đã đại diện cho Pháp U16 một lần vào năm 2019. Vào tháng 9 năm 2022, anh đã chấp nhận lời triệu tập lên đội tuyển quốc gia Tunisia tham dự một loạt trận giao hữu. Anh đã ra mắt Tunisia với tư cách là người vào sân thay người muộn trong chiến thắng giao hữu 1-0 trước Comoros vào ngày 22 tháng 9 năm 2022.